# Tantalus Fossae
Tantalus Fossae es un grupo de canales en el cuadrángulo de Arcadia del planeta Marte, ubicado a 50,9 ° de latitud norte y 97,5 ° de longitud oeste. Tienen unos 2.400 km de largo y recibieron su nombre de una de las características de albedo en Marte en 35N, 110W.  Los canales como este se llaman fosas en Marte.

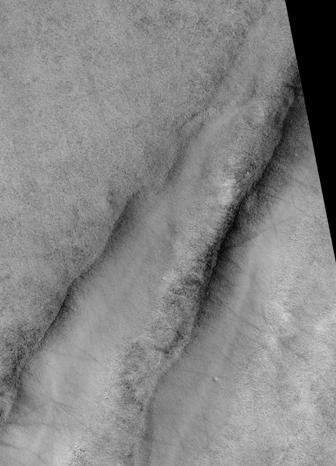
Tantalus Fossae, visto por HiRISE. Haga clic en la imagen para ver las huellas del remolino de polvo.
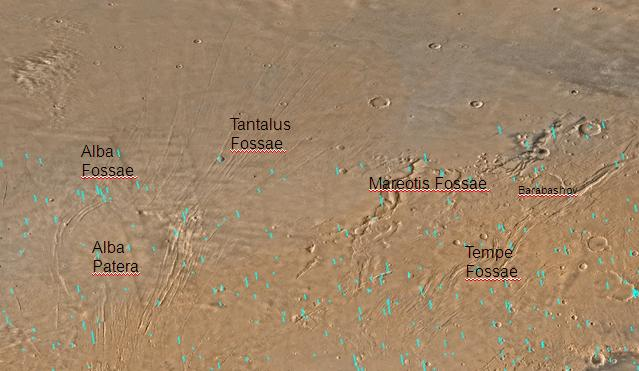
Mapa del cuadrángulo de Arcadia con las principales características etiquetadas. Varias grietas grandes llamadas Fossae se encuentran en esta área.